# Dancing with Tears in My Eyes
Dancing with Tears in My Eyes – singel brytyjskiego zespołu muzycznego Ultravox, wydany w 1984 i umieszczony na ich siódmym albumie studyjnym, zatytułowanym Lament. Piosenkę napisali i wyprodukowali członkowie zespołu, tj. Midge Ure, Chris Cross, Warren Cann i Billy Currie.
Do piosenki zrealizowano oficjalny teledysk.
Według wokalisty Midga Ure'a, tekst piosenki został zainspirowany książką Nevila Shute'a Ostatni brzeg, która opowiada o grupie ludzi w Australii oczekujących na skażenie promieniotwórcze wynikające z wojny nuklearnej na półkuli północnej. „Wiedzieli, że to koniec, ale mieli czas, aby zastanowić się, jak chcą wybrać swoje ostatnie chwile".

## Lista utworów
singel 7″
- A: „Dancing with Tears in My Eyes” – 4:07
- B: „Building” – 3:10

## Notowania

### Pozycje na cotygodniowych listach sprzedaży
| Lista (1995)                       | Pozycja |
| ---------------------------------- | ------- |
| Belgia (Flandria)                  | 2       |
| Holandia (Dutch Top 40)            | 6       |
| Holandia (Single Top 100)          | 12      |
| Niemcy                             | 7       |
| Nowa Zelandia                      | 38      |
| Szwajcaria                         | 16      |
| Wielka Brytania (UK Singles Chart) | 4       |